# Округ Санта Роса (Флорида)
Санта Роса (енгл. Santa Rosa County) је округ у америчкој савезној држави Флорида. По попису из 2010. године број становника је 151.372.

## Демографија
Према попису становништва из 2010. у округу је живело 151.372 становника, што је 33.629 (28,6%) становника више него 2000. године.
| Група             | 2000.           | 2010.           |
| Белци             | 104.919 (89,1%) | 128.726 (85,0%) |
| Афроамериканци    | 5.000 (4,2%)    | 8.205 (5,4%)    |
| Азијати           | 1.525 (1,3%)    | 2.759 (1,8%)    |
| Хиспаноамериканци | 2.968 (2,5%)    | 6.507 (4,3%)    |
| Укупно            | 117.743         | 151.372         |